# Луций Марий Максим
Луций Марий Максим (на латински: Lucius Marius Maximus) e политик и сенатор на Римската империя през 3 век.

## Биография
Син е на Луций Марий Максим Перпету Аврелиан (историк и консул 223 г.).
През 232 г. Максим e консул заедно с Луций Вирий Луп Юлиан.